# S-Adenozilmetionin
Az S-adenozilmetionin (SAM), más néven SAMe, SAM-e vagy adoMet gyakori kofaktor a sejtek biokémiájában. A metiltranszferben, a transzszulfurációban és az aminopropilációban játszik kiemelkedő szerepet. Emberekben, bár az enzim az egész szervezetben jelen van, a legtöbb SAM-et a máj termeli és használja fel. A SAM több mint 40 különböző szubsztrát számára ad hozzá metilcsoportot, például nukleinsavakra, fehérjékre, lipidekre és másodlagos metabolitokra. Adenozin-trifoszfát (ATP) és metionin felhasználásával hozza létre egy erre szakosodott enzim, az ú.n. metionin-adenoziltranszferáz. A vegyületet Giulio Cantoni fedezte fel 1952-ben.
Baktériumokban a SAM-et a SAM-ribováltó köti, melyek a metionin- és cisztein-bioszintézisben szereplő géneket szabályozzák. 
Eukariótákban a SAM számos folyamat, például a DNS-, tRNS- és rRNS-metiláció (ilyenkor a citozint 5-metil-citozinná alakítja; a folyamat az epigenetika egyik központi eleme), az immunválasz, az aminosav-metabolizmus és a transzszulfuráció szabályzója. Növényekben a SAM fontos az eténszintézisben.

## Szerkezet
A SAM egy metionin kénatomjához kapcsolódó adenozilkationból áll. ATP-ből és metioninból állíta elő az S-adenozilmetionin-szintetáz az alábbi reakcióval:
ATP + l-metionin + H2O ⇌ foszfát + difoszfát + S-adenozil-l-metionin
A szulfónium-funkcióscsoport adja a reakcióképeséget. Enzimtől függően az alábbi 3 termék valamelyikévé alakulhat:
- adenozilgyök, mely dezoxiadenozinná (dA) alakulhat: klasszikus rSAM-reakció, metionint is ad
- S-adenozilhomocisztein, metilgyököt adva
- metiltioadenozin, homoalaningyök

## Biokémia

### SAM-ciklus

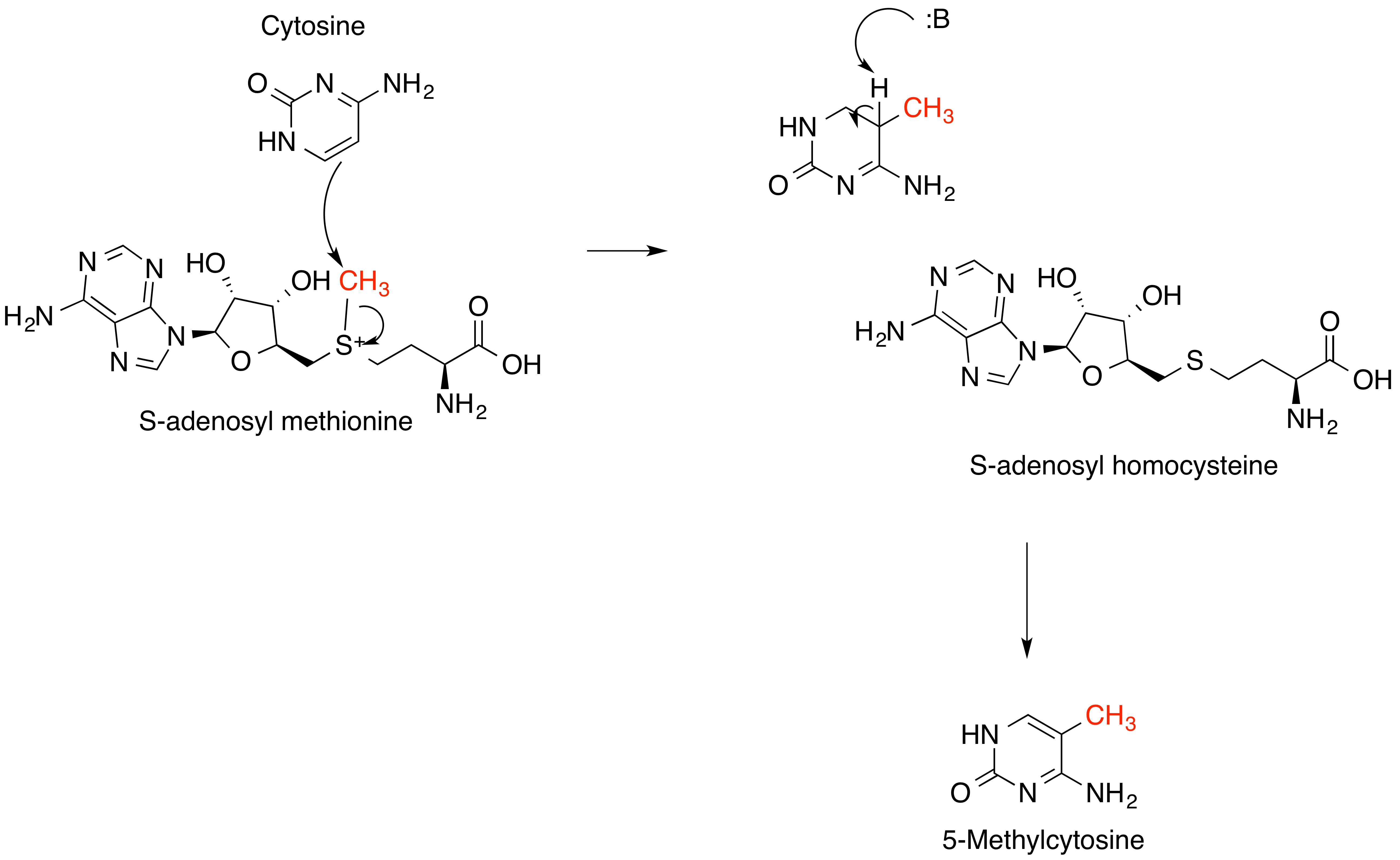
Az S_{N}2-szerű metiltranszfer-reakció. Csak a SAM kofaktor és a cisztein látható itt.

A SAM-előállító, -fogyasztó és -regeneráló reakciók a SAM-ciklust alkotják. Először a SAM-dependens metilázok (EC 2.1.1) S-adenozilhomociszteint állítanak elő. Ez erősen gátolja a legtöbb SAM-dependens metilázt diverzitásuk ellenére. Ezt az S-adenozilhomocisztein-hidroláz (EC 3.3.1.1) homociszteinné és adenozinná hidrolizálja, a homociszteint kobalamindependens (EC 2.1.1.13) vagy -independens (EC 2.1.1.14) metionin-szintáz 5-metiltetrahidrofoláttól való metiltranszferrel alakítja metioninná. Ez végül újra SAM-mé alakulhat. A ciklus sebességkorlátozó lépésében a MTHER (metiléntetrahidrofolát-reduktáz) irreverzibilisen redukálja az 5,10-metiléntetrahidrofolátot 5-metiltetrahidrofoláttá.

### Gyökös SAM-enzimek
Számos enzim gyökökké, például 5′-dezoxiadenozil-5′-gyök vagy metilgyökké redukálhatja a SAM-et. Ezen enzimek a gyökös SAM-ek. Ezek mindegyikének aktív helyén vas-kén csoport található. A legtöbb enzim közös szekvenciahomológiájú részt tartalmaz CxxxCxxC vagy ehhez hasonló motívummal. Ez 3 ciszteinil-tiolát-ligandumot tartalmaz, mely a 4Fe-4S csoport 3 vasatomját meg tudja kötni. A negyedik vas a SAM-hez kötődik.
A gyök köztitermékeken számos különös reakció történhet. Gyökös SAM-enzimek a spóra-fotoproduktum-liáz, a piruvát-formiát-liáz- és anaerobszulfatáz-aktivázok, a lizin-2,3-aminomutáz és a kofaktor-bioszintézisben, a peptidmódosításban, metalloprotein-csoportképzésben, tRNS-módosításban, lipidmetabolizmusban stb. résztvevő enzimek. Egyes gyökös SAM-enzimek második SAM-et használnak metildonorként. E SAM-enzimek gyakoribbak anaerob baktériumokban, mint aerob élőlényekben. Megtalálatók az élet minden doménjében, és nagyrészt felfedezetlenek. Egy 2016-os bioinformatikai tanulmány szerint e család legalább 114 000 szekvenciát tartalmaz 65 különböző reakcióval.
A gyökös SAM-enzimek hiánya összefügghet egyes betegségekkel, például veleszületett szívbetegségekkel, amiotrófiás laterálszklerózissal és nagyobb vírusszuszceptibilitással.

### Poliamin-bioszintézis
A SAM további fontos szerepe a poliamin-bioszintézis. Itt a SAM-et dekarboxilezi az adenozilmetionin-dekarboxiláz (EC 4.1.1.50) S-adenozilmetioninamint adva. Ez a propán-1-amincsoportját poliaminok, például spermidin és spermin szintézisére használja fel putreszcinből.
A sejtnövekedéshez és javításhoz szükséges SAM. Ezenkívül fontos egyes érzelembefolyásoló hormonok és neurotranszmitterek, például adrenalin szintéziséhez is. A metiltranszferázok felelnek az mRNS 5′-vége melletti 1. és 2. nukleotid 2′-hidroxilcsoportjainak metilezéséért.

## Terápiás használat
2012-ig nem állt rendelkezésre elég bizonyíték arra vonatkozóan, hogy megszüntetheti-e a SAM az osteoarthritis okozta fájdalmakat – a klinikai kísérletek túl kicsik voltak.
A SAM-ciklust 1947-től szoros kapcsolatba hozták a májjal, mivel az alkoholos cirrózissal élők vérében sok a metionin. Bár több bizonyíték szerint a SAM hasznos lehet egyes májbetegségek gyógyítására, 2012-ig nem tanulmányozták nagy véletlenszerű placebókontrollált klinikai kísérletben, mely lehetővé teszi a hatékonyság és biztonság elemzését.

### Depresszió
Egy 2016-os Cochrane-elemzés szerint a major depresszióra „a jó bizonyíték hiánya és az azon alapuló következtetések levezetésének lehetetlensége miatt a SAMe felnőtt depresszió kezelésére való használata tovább vizsgálandó”.
Egy 2020-as elemzés szerint a SAM a placebónál jobban, más gyakori antidepresszánsokhoz, például az imipraminhoz vagy az eszcitaloprámhoz hasonlóan teljesített.

### Rák
A SAM-ről 2014-ben kimuattták fontosságát az epigenetikai szabályzásban. A DNS-metiláció fontos epigenetikai változás az emlőssejtfejlődés és -differenciáció során. Egérmodellekben a SAM-felesleg okozhat diabetikus neuropátiára jellemző hibás metilációs mintákat. A SAM egy fontos szabályzó folyamat, a citozinmetiláció metildonorja. Így a SAM-et rák elleni kezelésként is tesztelték. Sok rákban a proliferáció az alacsony DNS-metilációtól függ. SAM hozzáadása in vitro ilyen rákokhoz remetilálja az onkogénpromotereket, csökkentve a protoonkogén-termelést. Más rákokban, például colorectalis rákban a globális hipermetiláció gátolhatja a tumorszupresszor-promotereket.

### Farmakokinetika
Az orális SAM maximális plazmakoncentrációját a bevont tabletta bevétele után 3-5 órával éri el (400-1000 mg). Felezési ideje közel 100 perc.

### Hozzáférhetőség egyes országokban
Kanadában, az Egyesült Királyságban és az Amerikai Egyesült Államokban a SAM étrend-kiegészítő SAM-e (más írásmóddal: SAME vagy SAMe) néven (sɛmi). 1999-ben lett bejegyezve az Amerikai Egyesült Államokban, 5 évvel a Dietary Supplement Health and Education Act beiktatása után.
1979-ben jelent meg Olaszországban, 1985-ben Spanyolországban, 1989-ben Németországban vényköteles szerként. 2012-ben vénykötelesnek számít Oroszországban, Indiában, Kínában, Olaszországban, Németországban, Vietnámban és Mexikóban.

## Káros hatások
A SAM mellékhatásai emésztőrendszeri betegségek, diszpepszia és szorongás. Hosszútávú hatásai ismeretlenek. A SAM gyenge DNS-alkiláló ágens.
További mellékhatás az alváshiány, ezért a kiegészítőt gyakran reggel használják. További enyhe mellékhatások az étvágyhiány, a constipatio, a szájszárazsáe, az izzadás és a szoroneás, azonban placebókontrollált kísérletek kontrollcsoportjai esetén is hasonló gyakorisággal fordulnak ezek elő.

### Kölcsönhatások és ellenjavallatok
A SAM egyes gyógyszerekkel együtt való bevétele növeli a túl magas szerotonin okozta szerotoninszindróma kockázatát. Ezek közé tartoznak a dextrometorfán, a meperidin, a pentazocin és a tramadol.
A SAM kölcsönhathat antidepresszánsokkal, például triptofánnal és Hypericum perforatummal is – növelve a szerotoninszindróma vagy más mellékhatások kockázatát, és csökkentve a levodopa hatásosságát Parkinson-kór esetén.
Bipoláris zavar esetén ellenjavallt a SAM, mert növeli a mániás epizódok kockázatát.

### Toxicitás
Egy 2022-es tanulmány szerint a SAM toxikus lehet. Jean-Michel Fustin, a Manchesteri Egyetem kutatója elmondta: a SAM-többlet metilációgátló adeninné és metiltioadenozinná bomlik. Ezt laboratóriumi egereknél, ahol egészségromlást tapasztaltak, és in vitro humánsejt-kísérleteknél vizsgálták.

## Fordítás
Ez a szócikk részben vagy egészben  a   S-Adenosyl methionine című az Wikipédia-szócikk ezen változatának fordításán alapul.  Az eredeti cikk szerkesztőit annak laptörténete sorolja fel. Ez a jelzés csupán a megfogalmazás eredetét és a szerzői jogokat jelzi, nem szolgál a cikkben szereplő információk forrásmegjelöléseként.